# Llenega blanca pudent
La llenega blanca pudent (Hygrophorus cossus), també anomenada mocosa blanca pudent, és una llenega del grup de les llenegues clares. Es caracteritza per la seva olor intensa, i sovint pudent, que recorda la de les erugues del corc vermell del tronc (Cossus cossus ), especialment quan es fereixen. S'ha citat l'olor com a similar a la de la carxofa, la nyàmera o l'oli de coco ranci. És un fong micorrízic associat a roures i és molt estès per les rouredes de tot Europa.

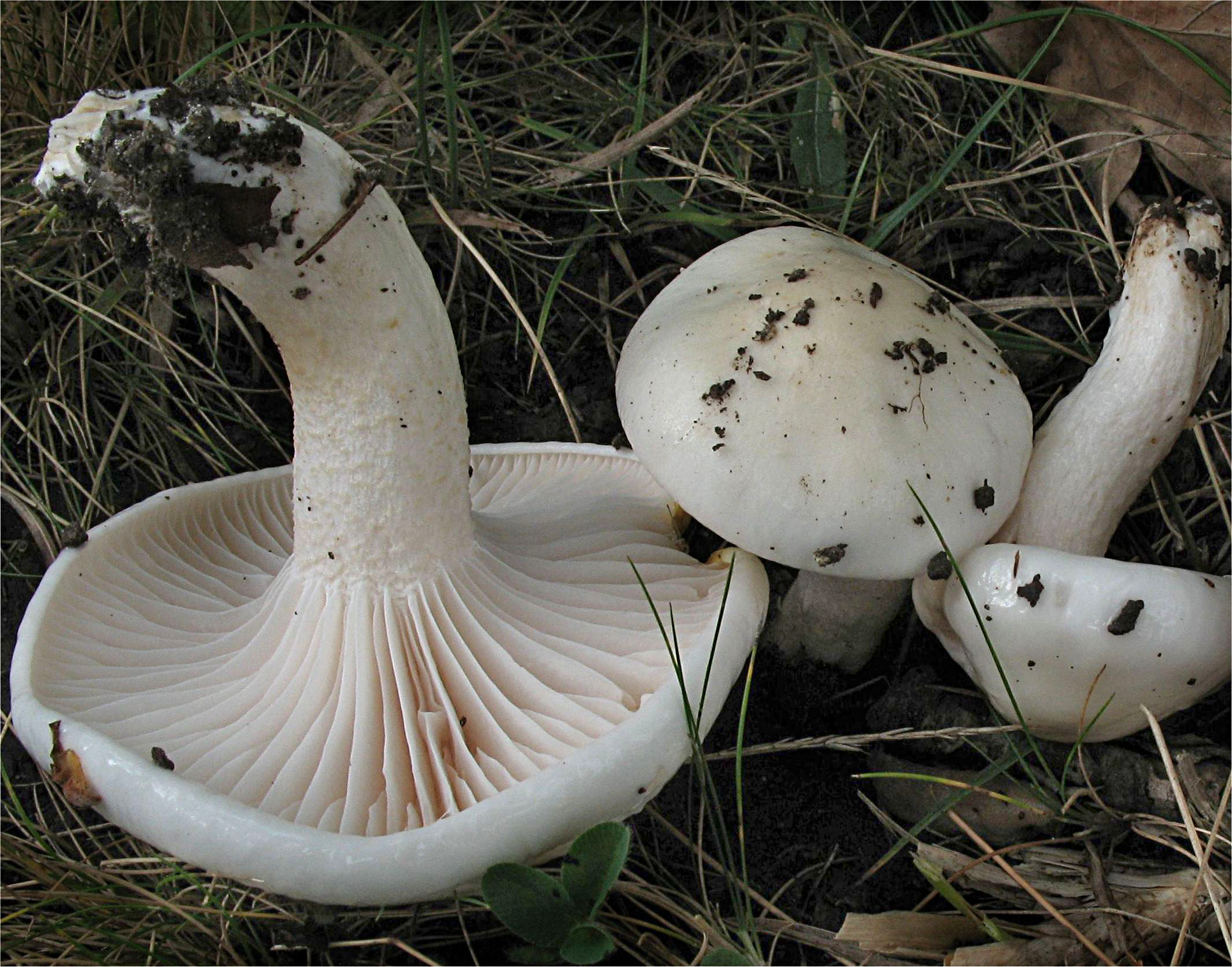
Llenega blanca pudent (Hygrophorus cossus)

## Descripció
Barret poc carnós, de fins a 9 cm de diàmetre; inicialment de globós a cònic-campanulat, més tard convex i finalment estès, amb un umbo obtús i ample, no sempre evident; marge involut durant molt temps, glabre, estès quan és ben madur; superfície llisa, molt viscosa, de color blanc però ocraci grisenc pàl·lid en el centre del barret de l'adult.
Làmines de lleugerament decurrents a extensament adnates; distants, amb lamèl·lules; són gris blanquinoses en el jove, més tard esdevenen de color gris crema.
Cama esvelta, de 40-120 x 5-15 mm;cilíndrica, aprimada al peu; flosculosa a la part superior, llisa i viscosa a la resta; gris ocràceo pàl·lida; el peu no reacciona en aplicar-li hidròxid de potassi o només esdevé lleugerament ocre o brunenca però mai taronja.
Carn blanca, elàstica; olor forta, desagradable 
Espores d'el·lipsoidals a ovalades, 7-9 μm x 4-5 μm; Q (quocient de longitud i amplada de l'espora) 1,7 i 1,8; llises.

## Ecologia
En boscos de roure, creix en petits grups, des de l'estiu fins a finals de tardor.

## Distribució
Com que el concepte de l'espècie ha variat en el temps, cal ser prudent en valorar les dades de distribució.
Sembla una espècie estesa a la major part de l'àrea mediterrània, en rouredes i alzinars, probablement més frequent en sòls calcaris.

## Espècies similars
La llenega blanca de fageda (Hygrophorus discoxanthus) es caracteritza per la variació de les làmines amb el temps; blanquinoses en el jove, esdevenen bru rovell i, en assecar, bru vermellós; el barret és inicialment blanc, amb l'edat o el frec,  bru vermellós des de la vora; tot el bolet esdevé bru groguenc amb KOH.
La llenega blanca (Hygrophorus eburneus), també és un bolet de fagedes; de barret molt de temps blanquinós fins i tot amb l'edat; en assecar, bru groguenc molt pàl·lid; les làmines són de blanquinoses a cremoses; carn d'olor semblant a la de la llenega blanca pudent però molt més dèbil i amb un component afruitat (que recorda les pells de mandarina segons M. Bon); peu que vira de taronja viu a ataronjat amb hidròxid de potassi.
La llenega blanca de bedoll (Hygrophorus hedrychii), també té l'olor típica del grup, molt suau i dolça; barret blanc amb un fons lleugerament rosat; làmines de blanques amb un to rosat a cremoses; reacció feble de la carn a l'hidròxid potàssic, esdevé ocre pàl·lid.
En la llenega blanca de vora groga (Hygrophorus chrysodon) la vora del barret presenta flocs groc daurats.

## Taxonomia
Va ser descrita el 1798 pel naturalista i pintor britànic James Sowerby. Sowerby va recollir el bolet a Peckham Wood (prop de Londres) i es va adonar que la mucositat que cobria el barret desprenia una forta olor que recordava la de les erugues del corc vermell del tronc (Cossus cossus) un cop es fereixen. Per aquesta raó va anomenar l'espècie Agaricus cossus. En va aportar un dibuix però va donar poca informació sobre les característiques del bolet.
El 1838, Elias Magnus Fries va transferir l'espècie al gènere Hygrophorus, donant a l'espècie el  nom científic que avui és acceptat. La descripció que aporta Fries és relativament vaga, per la qual cosa l'espècie es va interpretar de maneres diferents. Lundell i Nannfeldt van donar considerar com Hygrophorus cossus la llenega de bedoll (Hygrophorus hedrychii). W. Neuhoff, d'altra banda, va interpretar Hygrophorus cossus com una espècie pròpia de fagedes, concepte que varen seguir Bresinsky i Moser, pel que durant dècades es varen considerar sinònims Hygrophorus cossus i Hygrophorus discoxanthus, la llenega blanca de fageda.
El micòleg britànic Peter D. Orton va observar una espècie similar a Hygrophorus cossus que creixia en roures, i la va descriure com a nova. Inicialment com a Hygrophorus quercuum (en l'ortografia incorrecta 'quercorum'), posteriorment com Hygrophorus quercetorum.
En preparar la Flora Neerlandica, E. Arnolds (1986)  va revisar el gènere Hygrophorus. Va considerar que la descripció original de Fries no es corresponia amb la concepció d'Hygrophorus cossus que tenia Neuhoff. Per tant, va proposar utilitzar l'antic i oblidat nom d'Hygrophorus discoxanthus per Hygrophorus cossus sensu Neuhoff. A més, va considerar que les diferències entre Hygrophorus quercetorum i  Hygrophorus eburneus eren massa petites (associació amb roures, barret crema pàl·lid a color ivori i cossos fructífers una mica més robustos) per justificar la categoria d'espècie. Per tant, va proposar que l'espècie d'Orton fos rebaixada a una varietat d'Hygrophorus eburneus,(Hygrophorus eburneus var. quercetorum).
El 2003, Ellen Larsson i Stig Jacobsson van examinar material tipus d'Hygrophorus cossus de Sowerby i Hygrophorus quercetorum d'Orton. Seqüenciaren la regió ITS dels dos espècimens tipus i la van comparar amb material d'espècies estretament relacionades de Suècia. Van poder demostrar que Hygrophorus cossus i Hygrophorus quercetorum difícilment difereixen filogenèticament i pertanyen a la mateixa espècie. Com que el nom més antic donat per Sowerby té prioritat, l'espècie s'ha d'anomenar Hygrophorus cossus. A més, el seu estudi va mostrar que les seqüències ITS dels dos companys de faig (Hygrophorus discoxanthus, Hygrophorus eburneus)  i la llenega blanca de bedoll (Hygrophorus hedrychii) difereixen significativament dels dos espècimens tipus examinats i que la categoria d'espècie d'Hygrophorus cossus està justificat.

## Comestibilitat
Es considera comestible, però de totes les llenegues blanca es valora com la de pitjor qualitat degut a  la seva olor desagradable.
Hygrophorus cossus s'ha de considerar no comestible per la seva olor repel·lent i les seves poques qualitats organolèptiques.